# Jairo Humberto Giraldo
Jairo Humberto Giraldo Marín (Bogotá, 1987), conocido como El estrangulador de gais, es un asesino en serie colombiano que mató a cinco homosexuales en Quito, Ecuador, entre abril y octubre de 2002. Por sus delitos, fue condenado a 25 años de prisión.
Según sus propias confesiones, Giraldo confesó a las autoridades que sufrió de un fuerte trauma a causa de una violación cuando era un menor de edad. También aseguró que todas las víctimas eran homosexuales. De ellas, figuraban un sacerdote y un mexicano. Mario Albarracín, coronel de la Policía Judicial de Quito, le describió como un «psicópata».

## Antecedentes
Giraldo nació en 1987 en Bogotá, Colombia, pero a temprana edad fue abandonado por ambos padres, su padre desapareció por completo y su madre se mudó a Medellín. Sin nadie que lo cuidara, salió a la calle, donde sobrevivió mendigando y robando a los transeúntes, a veces usando el dinero para comprar drogas. A los 8 años fue violado por un hombre en la calle, dejándolo traumatizado. Esto, sumado a su inestable vida social y sus dificultades económicas, lo llevaron a sumirse en un estado de depresión constante, con un resentimiento creciente hacia los hombres homosexuales, a quienes culpó de su trágica vida.
A los 18 años, mientras se prostituía por las calles de Bogotá, Giraldo conoció a Javier Fernando Guanga Villegas, de 28 años, un travesti ecuatoriano. La pareja se involucró sentimentalmente y, en febrero de 2002, Guanga se llevó a Giraldo a Quito, donde planeaba someterse a una cirugía plástica. Al poco tiempo después de su llegada, una serie de asesinatos comenzaron a afectar a la comunidad gay de la ciudad.

## Asesinatos
Desde su llegada al país, Giraldo ofreció servicios sexuales a hombres homosexuales en el Parque El Ejido, donde accedió a tener relaciones sexuales con la única condición de que él fuera el hombre de la relación. El 6 de abril fue contratado por el gerente de un banco local, Fidel Assad Buenaño Carriel, y trasladado al departamento de este último. Allí, Buenaño quiso entablar relaciones sexuales con Giraldo, pero insistió en que asumiera el papel de mujer, a lo que Giraldo se negó con vehemencia. Luego de que Buenaño insistiera, Giraldo, cegado por una repentina rabia, procedió a estrangular a su cliente. Al darse cuenta de que estaba muerto, Giraldo se llevó todos los objetos de valor de su apartamento y huyó, pero poco después regresó al Parque El Ejido.
El 12 de abril, Giraldo fue contratado por Carlos Abel Ponce Ponce, un científico agrícola mexicano que trabajaba en Quito. Se fueron a su departamento, donde presumiblemente en las mismas circunstancias procedió a estrangular a Ponce hasta la muerte. Un día después, surgió el mismo patrón en el asesinato de Pablo Alejandro Garcés Calero, un capellán muy respetado del barrio de Santa Anita. En un esfuerzo por olvidar los asesinatos, Giraldo y Guanga partieron hacia Colombia, donde residieron por algunos meses, pero regresaron a Ecuador.
En ese momento, las alarmas en la comunidad gay de Quito se dispararon por los recientes asesinatos de hombres homosexuales, que comenzaron en enero con la muerte de un hombre mayor que fue estrangulado en su departamento, desnudo, con los pies atados a la silla. Si bien hubo afirmaciones en foros en línea de que algunos habían visto al asesino e incluso conocían su identidad, nadie se comunicó con la policía por temor a que dañara la reputación de la comunidad. Los asesinatos se reanudaron el 20 de septiembre, cuando Carlos Jorge Zavala Barona, de 26 años, accionista de una compañía de seguros, fue encontrado estrangulado en su apartamento, que también había sido asaltado.

## Arresto, juicio y encarcelamiento
El 12 de octubre, Giraldo se relacionó con Ernesto Daniel Guzmán Vera, de 23 años, ejecutivo de una empresa textil, y los dos hombres se dirigieron a su departamento en la avenida González Suárez. Guzmán fue estrangulado y sus pertenencias estuvieron a punto de ser saqueadas, pero de repente se escuchó un golpe en la puerta. Giraldo se escondió detrás de la puerta, y cuando el hombre entró, lo agarró por el cuello, le apuntó con un cuchillo y le preguntó si quería vivir. El hombre, que resultó ser el hermano menor de Guzmán, David Suárez, respondió positivamente, y Giraldo lo dejó salir ileso.
Luego de salir del departamento, Giraldo usó el celular robado de Guzmán, lo que permitió a los investigadores rastrearlo hasta su pareja, arrestando a Javier Guanga en el Aeropuerto Internacional Mariscal Sucre el 22 de octubre. Al ser interrogado, Guanga dijo que su amante, Jairo Giraldo, le confesó que mató a tres hombres en abril en su departamento ubicado en el Sector La Libertad. Tres días después, el propio Giraldo fue detenido, todavía con un suéter de cuero que perteneció a su última víctima. Después de buscar en su apartamento, los agentes encontraron pruebas físicas, incluidos perfumes y mochilas, que lo vinculaban con los asesinatos. Poco después, el jefe de la Policía Judicial de Pichincha, coronel Mario Albarracín, anunció que el sospechoso había confesado voluntariamente cinco de los recientes asesinatos cometidos en la ciudad. Por sus delitos, fue condenado a 25 años de prisión, la pena más alta disponible en el país; desde entonces permanece en prisión.
Durante sus posteriores entrevistas con psicólogos de la Policía Nacional, Giraldo afirmó que había desarrollado fuertes sentimientos homofóbicos luego de ser violado a una edad temprana, y esto, sumado a sus horribles experiencias y depresión, lo llevaron a asesinar a hombres homosexuales que inconscientemente le recordaban de ese recuerdo doloroso. Según Francisco Guayasamín, un miembro prominente de la comunidad gay de Quito que había denunciado al presunto asesino en línea, Giraldo era un psicópata despiadado que culpó a otros homosexuales por sus males y posteriormente los mató sin pensarlo dos veces para desahogar sus frustraciones. También señaló que al menos otros cinco asesinatos contra homosexuales cometidos en ese año habían quedado sin resolver, aunque señaló que era poco probable que Giraldo los hubiera cometido ya que no estaba en Ecuador en ese momento, sugiriendo en cambio la posibilidad de otro asesino suelto.